# Пенка Бангова
Пенка Бангова е българска писателка.

## Биография
Родена е на 19 септември 1946 г. в Попово. Завършва Висшия химико-технологичен институт с изобретение. След това завършва журналистика. Удостоена е със значка „Млад рационализатор“ за нововъведение докато работи като инженер-химик. Изпълнявала е длъжностите началник цех, проектант в проектантски институти, журналист на свободна практика, управител на фирма за счетоводни услуги. През 1998 година издава първия си сборник с новели и разкази „Ключът“.
Нейни разкази са публикувани във вестник „Пулс“, в. „Машиностроител“, в. „Труд“, списание „Пламък“, алманасите „Море“, „Неделя-понеделник“, „Романтика“, излъчвани са по радио Варна, Национално Радио (програма „Христо Ботев“) и радио Стара Загора. Има три произведения, включени в електронна библиотека „Литера“. Творби на Пенка Бангова са публикувани в български, руски, американски, турски, френски, арабски, австрийски литературни списания. Книгата ѝ „Последните дни на един егоист“ е преведена на македонска литературна норма. По фонд за международен книгообмен екземпляри от трите ѝ сборника се намират в Конгресна библиотека – Вашингтон, Британска библиотека – Лондон, Национална библиотека – Париж и др.
Удостоявана е с национални и международни награди за белетристика.
В момента живее в Бургас и е управител на фирма за счетоводни услуги. Член е на сдруженията „Съюз на българските писатели“  и „Бургаска писателска общност“.

## Произведения

### Сборници
- Ключът (1998)
- Последните дни на един егоист (2002)
- Великденски камбани (2016)

### Разкази и новели
- Инерцията (1985)
- Апартаментът (1987)
- Биляна (1989)
- Необикновената (1990)
- Убийците (1991)
- Пътят (1991)
- Жената (1994)
- Дневниците (1996)
  - Включени са в сбоника „Ключът“ (1998)
- Роза (2001)
- Щастливка (2002)
- Великденски камбани (2005)
- Щастие (2006)
- Явор (2014)